# IC 4121
IC 4121 је појединачна звијезда у сазвјежђу Береникина коса која се налази на листи објеката дубоког неба у Индекс каталогу.
Деклинација објекта је + 19° 16' 54" а ректасцензија 13h 3m 21,5s.